# Tạm ước Việt – Pháp

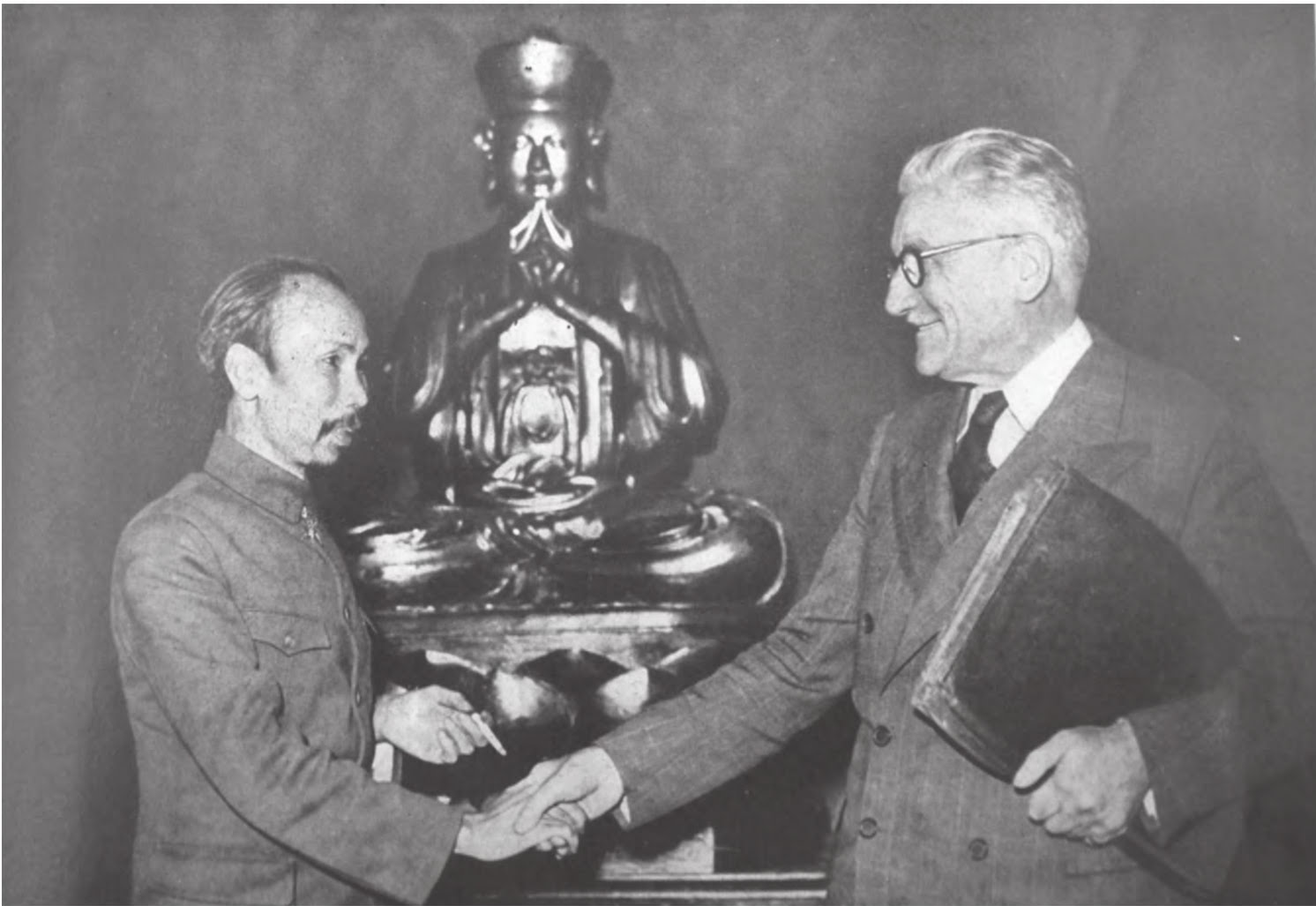
Hồ Chí Minh và Marius Moutet bắt tay sau khi ký Tạm ước Việt – Pháp

Tạm ước Việt – Pháp hay Thỏa hiệp án Việt – Pháp là một ký kết tạm thời (thuật ngữ ngoại giao viết theo tiếng Latinh: modus vivendi) được ký ngày 14 tháng 9 năm 1946 giữa đại diện Cộng hòa Pháp là Marius Moutet và đại diện Việt Nam Dân chủ Cộng hòa là Hồ Chí Minh. Tạm ước này có thể coi là thành quả mà hai bên Pháp và Việt Nam đạt được tại Hội nghị Fontainebleau tuy hội nghị chính không mang lại thỏa thuận. 

## Bối cảnh và diễn tiến

Hồ Chí Minh và Phạm Văn Đồng tại Paris, 1946.

Từ ngày 19 tháng 4 đến ngày 11 tháng 5 năm 1946 tại Đà Lạt, chính phủ Việt Nam Dân chủ Cộng hòa đã tổ chức một hội nghị trù bị, gặp gỡ giữa 2 phái đoàn Việt và Pháp để chuẩn bị cho Hội nghị Fontainebleau chính thức khai mạc vào tháng 7 năm 1946.
Ngày 31 tháng 5 năm 1946, phái đoàn chính phủ do Phạm Văn Đồng dẫn đầu khởi hành sang Pháp tham dự Hội nghị Fontainebleau. Cùng đi với đoàn có Chủ tịch Hồ Chí Minh, cũng lên đường sang Pháp tiếp xúc với chính giới Pháp và cộng đồng người Việt tại Pháp, sau khi nhận lời mời của Chính phủ nước Cộng hòa Pháp. Trên đường sang Pháp, đoàn dừng chân tại các nước Miến Điện (31-5), Ấn Độ (từ ngày 1 đến ngày 5-6), Irắc (6-6), Ai Cập (từ ngày 7 đến ngày 10-6), Angiêri (11-6). Vì Chính phủ mới của Pháp chưa được thành lập, theo sự sắp xếp của nước chủ nhà, đoàn tạm dừng chân ở Biarít (miền tây nước Pháp). Tại đây, Hồ Chí Minh đã tiếp các đoàn đại biểu Việt kiều, các đoàn thể chính trị như Đảng Cộng sản Pháp, Tổng Công hội Pháp Hội Pháp – Việt, phóng viên báo L’humanité (Nhân đạo) và gặp lại những đảng viên Đảng Cộng sản Pháp đã từng cùng hoạt động. Ngày 22-6-1946, Chính phủ Pháp mời Chủ tịch Hồ Chí Minh đến Pari. Cuộc đón tiếp được tổ chức trọng thể tại sân bay Le Bourget. Ngày 2-7 Georges Bidault, Thủ tướng Chính phủ Pháp mới thành lập, đã đón tiếp Chủ tịch Hồ Chí Minh. Cuộc hội đàm này mở đầu cuộc tiếp xúc chính thức với Chính phủ Pháp.
Hội nghị Fontainebleau sau đó diễn ra kéo dài hơn hai tháng, từ 6 tháng 7 tới 10 tháng 9 năm 1946 nhưng không đem lại kết quả cụ thể nào vì hai bên đã bế tắc ở hai điểm bất đồng then chốt:
- Việc thống nhất ba kỳ: Bắc, Trung, Nam
- Trao trả độc lập cho nước Việt Nam.

Hội nghị Fontainebleau vì vậy tan vỡ. Tuy nhiên Hồ Chí Minh và Bộ trưởng Bộ Thuộc địa Pháp Marius Moutet không chấp nhận thất bại. Trong khi Phạm Văn Đồng bỏ về nước, Hồ Chí Minh, Hoàng Minh Giám và Dương Bạch Mai nán lại Paris. Hồ Chí Minh đã khẩn khoản nói với Marius Moutet đừng để ông về nước tay không. Hồ Chí Minh thảo một bản nghị ước vào chiều ngày 11 và trao cho Marius Moutet. Ba ngày sau, Marius Moutet hồi đáp với một bản nghị ước khác. Đạt được đồng thuận, Hồ Chí Minh đã đến tư dinh của Marius Moutet để ký văn bản này, tức Tạm ước Việt – Pháp.
Sau khi ký Tạm ước Việt – Pháp, Hồ Chí Minh nói với nhân viên mật thám Pháp được phân công bảo vệ ông: "Tôi vừa mới ký một bản án tử hình của tôi!". Hồ Chí Minh lấy lý do không quen đi máy bay để yêu cầu về nước bằng tàu thủy. Ông từ Paris đến Toulon để lên chiến hạm Dumont d'Urville về Việt Nam. Khi ghé Marseille, thay cho sự đón tiếp nồng nhiệt lúc ông mới sang Pháp, Việt kiều biểu tình gọi ông là Việt gian. Ngày 15-9, Chủ tịch Hồ Chí Minh quyết định lập một phái đoàn thường trực của Chính phủ nước Việt Nam Dân chủ Cộng hòa tại Paris. Ngày 19-9, Hồ Chí Minh lên đường về nước. Chiều ngày 21-10-1946 thì về đến Hà Nội.
Phía Việt Nam Dân chủ Cộng hòa ngày 10/10/1946 đã thành lập "Ủy ban Nghiên cứu và Điều khiển Thi hành Tạm ước Việt – Pháp 14-9-46" gồm 15 thành viên: Phan Anh, Phạm Văn Bách, Trịnh Văn Bính, Cù Huy Cận (tức Huy Cận), Bùi Bằng Đoàn, Phạm Khắc Hòe, Vũ Đình Hòe, Vũ Văn Hiền, Lê Văn Hiến, Nguyễn Văn Huyên, Đặng Xuân Khu (tức Trường Chinh), Nguyễn Văn Tạo, Nguyễn Văn Tày, Bùi Công Trừng, Trần Công Tường. Ngày 7/11/1946 thành lập Ủy ban Binh bị Việt-Pháp để thi hành bản Tạm ước gồm: Hoàng Hữu Nam (Trưởng đoàn), Đại tá Hoàng Văn Thái, Thiếu tá Thanh Sơn, Trần Công Tường, Phan Mỹ, Phan Văn Phác, Huỳnh Văn Chi, Hồ Chí Minh.
Trong những tuần cuối trước khi lệnh ngừng bắn có hiệu lực vào ngày 30 tháng 10 năm 1946, Việt Minh bắt đầu tổ chức tấn công quân sự vào Mỹ Tho, tây nam Sài Gòn. Đến cuối tháng 10, Việt Minh trên thực tế đã nắm giữ 3/4 Nam Kỳ, tạm ước bị phá vỡ.

## Nội dung
Bản tạm ước gồm 11 khoản, tóm tắt lại thì nội dung 11 khoản này là:
- Khoản 1: Những kiều dân Việt ở Pháp và những kiều dân Pháp ở Việt Nam đều được hưởng quyền tự do cư trú như người bản xứ và tất cả các quyền tự do dân chủ.
- Khoản 2: Những tài sản và xí nghiệp của người Pháp ở Việt Nam, cũng như của kiều dân Việt Nam tại các xứ thuộc Liên hiệp Pháp sẽ được hưởng sự ngang hàng về chế độ như dành cho tài sản và xí nghiệp của người bản xứ, nhất là về thuế khoá và luật lao động. Chế độ này hiện có ở Việt Nam chỉ có thể thay đổi do sự thoả thuận chung giữa Pháp và Việt Nam. Tất cả những tài sản mà hai bên trưng dụng hoặc tước của nhau sẽ trả lại cho người có quyền hưởng thụ, với cách thức hoàn lại sẽ do một Ủy ban Việt – Pháp định ra.
- Khoản 3: Cho phép trường học Pháp các cấp được tự do mở trên đất Việt Nam và sẽ mở rộng cho cả học sinh Việt Nam. Những trụ sở nào dành cho những trường học ấy sẽ được thoả hiệp riêng. Kiều dân hai bên sẽ được hưởng quyền tự do nghiên cứu khoa học và mở những viện khoa học trên đất của nhau. Khôi phục tình trạng của Viện Pasteur và Trường Viễn Đông bác cổ.
- Khoản 4: Chính phủ Việt Nam Dân chủ Cộng hoà sẽ ưu tiên dùng người Pháp làm cố vấn hoặc chuyên môn, đặc quyền này chỉ hết hiệu lực khi nước Pháp không cung cấp được nhân viên mà Việt Nam cần.
- Khoản 5: Đồng bạc Đông Dương sẽ là thứ tiền duy nhất tiêu dùng trong toàn cõi Đông Dương sau khi giải quyết vấn đề điều hoà tiền tệ hiện thời, và do Ngân hàng Đông Dương phát hành trước khi thành lập một viện phát hành tiền tệ. Một uỷ ban gồm đại biểu của tất cả các nước hộ viên của Liên bang Đông Dương sẽ nghiên cứu chế độ pháp lý của viện phát hành ấy, và có nhiệm vụ dung hợp tiền tệ và hối đoái đồng bạc Đông Dương thuộc về khối đồng Franc.
- Khoản 6: Việt Nam cùng với các nước Liên bang Đông Dương họp thành một quan thuế đồng minh, trên khắp Đông Dương sẽ không có hàng rào quan thuế nội địa và thuế xuất nhập cảng sẽ đánh đều nhau. Một uỷ ban dung hợp quan thuế và ngoại thương (có thể là uỷ ban dung hợp tiền tệ, và hối đoái nói trên) sẽ nghiên cứu những phương sách thi hành cần thiết và sắp đặt việc tổ chức quan thuế Đông Dương.
- Khoản 7: Một uỷ ban Việt – Pháp để điều hoà giao thông sẽ nghiên cứu những phương sách tái lập và cải thiện tất cả các đường giao thông liên lạc giữa Việt Nam với các nước Liên bang Đông Dương và trong khối Liên hiệp Pháp.
- Khoản 8: Trong khi chờ đợi hai bên ký kết một hiệp định dứt khoát giải quyết vấn đề ngoại giao của Việt Nam với ngoại quốc, một uỷ ban chung Việt – Pháp sẽ ấn định việc đặt lãnh sự Việt Nam tại các nước lân bang và sự giao thiệp giữa Việt Nam với các lãnh sự ngoại quốc.
- Khoản 9: Chính phủ hai bên cùng ấn định những phương sách:

- a) Đình chỉ mọi hành động xung đột và vũ lực;
- b) Bộ tham mưu hai bên sẽ ký những hiệp định định rõ điều kiện thi hành và kiểm soát những phương sách này;
- c) Định rõ và phóng thích tù nhân chính trị đang bị giam giữ, trừ những trường hợp "thường tội" đại hình và tiểu hình; cũng như tù nhân bị bắt trong các cuộc hành binh. Hai bên bảo đảm không truy tố và sẽ không tha thứ một hành động vũ lực nào đối với những người trung thành với quốc gia hai bên;
- d) Hai bên bảo đảm cho nhau những quyền tự do dân chủ đã định trong khoản thứ nhất;
- đ) Hai bên đình chỉ việc tuyên truyền không thân thiện về nhau;
- e) Chính phủ hai bên hợp tác để những kiều dân các nước trước kia là thù địch không thể làm hại được nữa;
- g) Một nhân vật do Chính phủ Việt Nam chỉ định và được Chính phủ Pháp công nhận, sẽ được uỷ nhiệm bên vị thượng sứ để xếp đặt sự cộng tác cần thiết cho việc thi hành những điều thoả thuận này.

- Khoản 10: Chính phủ hai bên cùng tìm cách ký kết những bản thoả thuận riêng về bất cứ vấn đề nào có thể thắt chặt liên lạc và dọn đường cho một hiệp ước chung dứt khoát. Theo đó, các cuộc đàm phán sẽ sớm tiếp tục, chậm nhất là vào tháng 1 năm 1947.
- Khoản 11: Bản thoả hiệp này ký làm hai bản. Tất cả các khoản sẽ bắt đầu thi hành từ 30 tháng 10 năm 1946.

## Hệ quả
Tạm ước Việt – Pháp về mặt quân sự giữ nguyên tình trạng chiếm đóng của các phe tham chiến. Tuy nhiên có điều đáng kể là người Pháp tái lập ưu thế kinh tế của họ ở Đông Pháp qua hai điểm:
a) Các công ty của Pháp được quyền hoạt động trở lại ở Đông Dương sẽ "không phải chịu một chế độ khe khắt hơn chế độ dành cho tài sản và xí nghiệp của người Việt Nam" (Khoản 2 trong tạm ước),
b) Thuế quan, nguồn lợi tức đáng kể nhất trong ngân sách Liên bang Đông Dương, sẽ do người Pháp tiếp tục đảm nhiệm
Những điểm về chính trị chỉ xác nhận những gì đã thỏa thuận trong Hiệp định sơ bộ Pháp – Việt 1946 ký 6 tháng trước.